# 福利尼亚诺
福利尼亚诺（義大利語：Folignano），是意大利阿斯科利皮切诺省的一个市镇。总面积14.77平方公里，人口9498人，人口密度643.1人/平方公里（2009年）。ISTAT代码为044020。